# Walter I. Hayes
Walter Ingalls Hayes (ur. 9 grudnia 1841 w Marshall, zm. 14 marca 1901 tamże) – amerykański prawnik, polityk, członek Partii Demokratycznej.

## Działalność polityczna
W okresie od 4 marca 1887 do 3 marca 1895 przez cztery kadencje był przedstawicielem 2. okręgu wyborczego w stanie Iowa w Izbie Reprezentantów Stanów Zjednoczonych. Od 1897 do 1898 zasiadał w Izbie Reprezentantów Iowy.